# Petrinzel
Petrinzel (Hongaars: Kispetri) is een dorp in het Roemeense district Sălaj, in de gemeente Almașu. Het dorp is gelegen aan de noordrand van de Hongaarstalige etnische regio Kalotaszeg en had in 2011 123 inwoners. Van deze inwoners waren er 80 Hongaren, 13 Roemenen, 26 Roma en een aantal personen die tijdens de volkstelling geen nationaliteit aangeven.

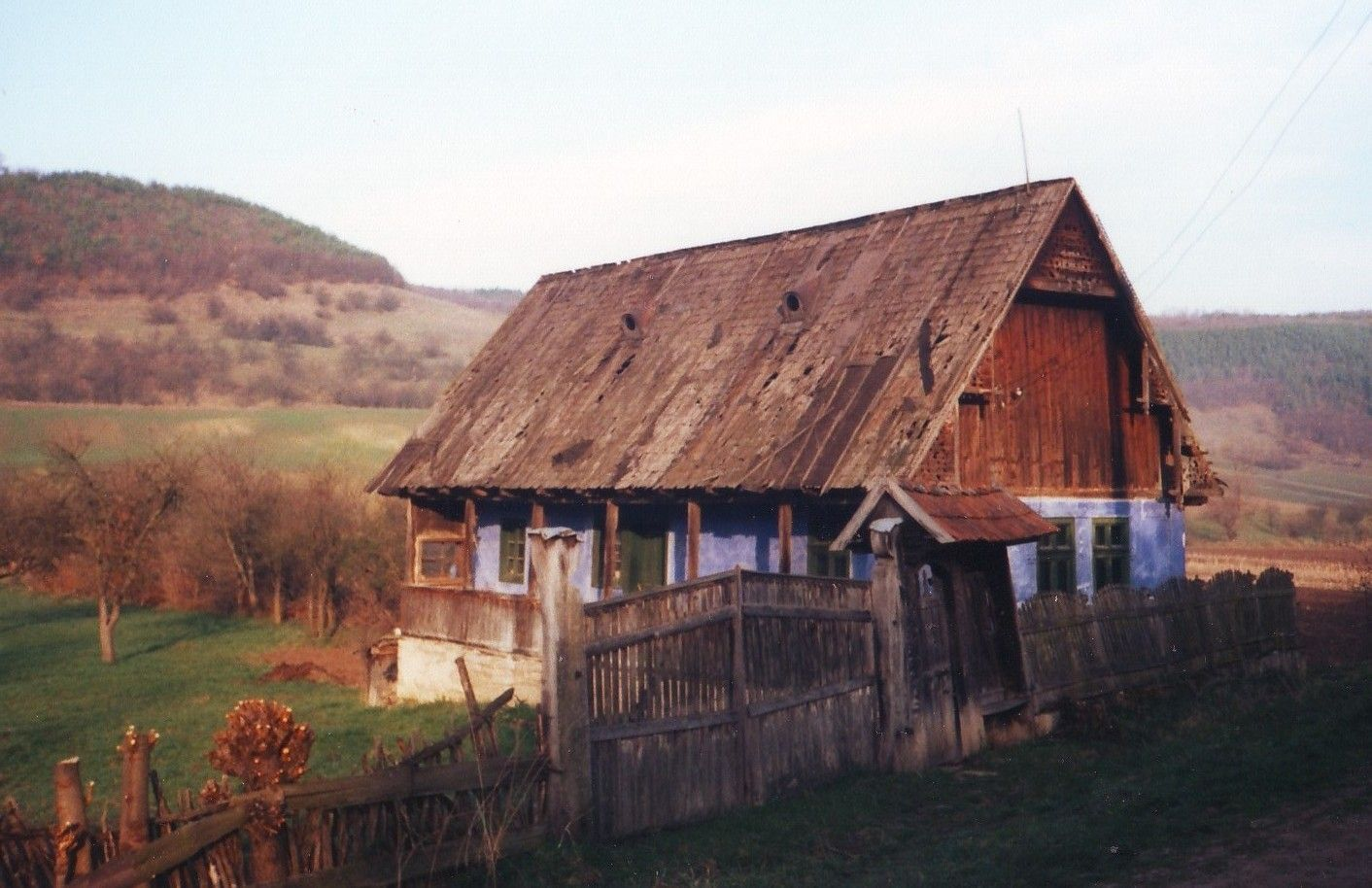